# باتااوشی

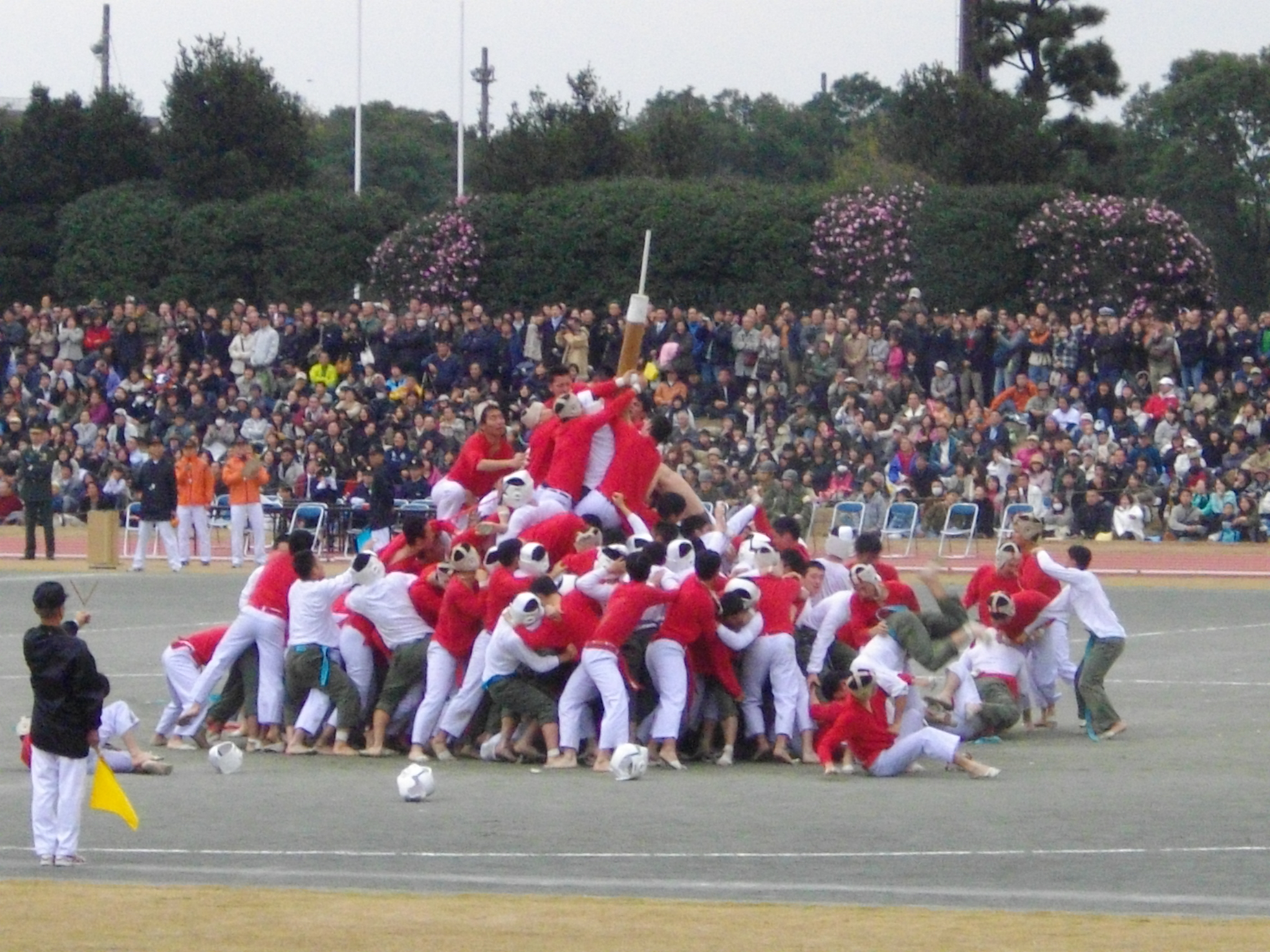
تلاش دو تیم برای در اختیار گرفتن تیر چوبی

باتااوشی (به انگلیسی: Bo-Taoshi) یک ورزش ژاپنی است که بین سربازان دانشکده نظامی ژاپن برگزار می‌شود. در این ورزش افراد دو تیم مقابل، با استفاده از یک تیر چوبی در مقابل هم قدرت نمایی می‌کنند.

## تاریخچه
این ورزش در اصل یکی از بازی‌های قدیمی کشور ژاپن است. قدمت بازی بوتااوشی مانند بازی تخته نرد، به سال‌های ۱۹۵۴ تا ۱۹۵۵ برمی گردد. در این سال‌ها روش بازی به این شکل بود که تیم مهاجم می‌بایست تیر چوبی را تا ۴۵ درجه پایین بیاورد تا تیم حریف را از پا درآورد. در سال ۱۹۷۳ در قوانین بازی اصلاح انجام شد.

## قوانین بازی
بازی از دو تیم ۷۵ نفره تشکیل شده‌است که همه آن‌ها در یک صف کاملاً منظم در کنار تیر چوبی و مقابل همدیگر قرار می‌گیرند و سعی می‌کنند به هر طریق ممکن تیر چوبی را از دست نفرات تیم حریف خارج سازند. بازیکنان حتی از لگد زدن و چنگ زدن نفرات تیم حریف دریغ نمی‌کنند.
قانون بازی در سال ۱۹۷۳ اصلاح شد و تیم مهاجم برای برنده شدن در رقابت می‌بایست تیر چوبی را تا ۳۰ درجه پایین بیاورد. بازیکنان تیم مهاجم فقط دو و نیم دقیقه فرصت دارند تیر چوبی را پایین بیاورند. در غیر اینصورت تیم حریف برنده‌است. این بازی تقریباً شبیه مسابقه طناب کشی است که بازیکنان هر تیم سعی دارند طناب را به سمت خود بکشند. این بازی نوعی تمرین برای سربازان نظامی است تا تحت سخت‌ترین شرایط، تمرکز خود را در برابر حملات افراد مهاجم از هر سمت و سو حفظ کنند.